# Dosso del Gavello

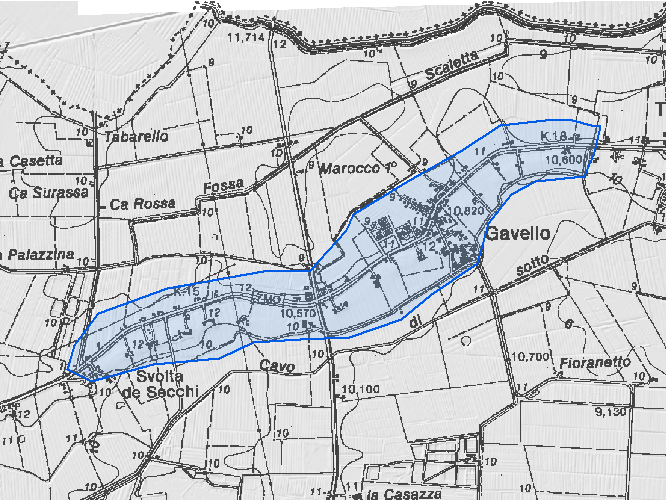
Perimetro e carta geologica del geosito del Dosso del Gavello

Il Dosso del Gavello è un geosito caratterizzato da un dosso fluviale lungo circa 15 km tra Quarantoli e Bondeno, particolarmente evidente presso  Gavello, frazione di Mirandola, in provincia di Modena.
Alto 2-3 metri più della pianura circostante, rappresenta verosimilmente un'asta di deflusso percorsa in successione temporale dai fiumi Po, Crostolo, Gabellus ed infine dal Secchia.

## Descrizione
Il Dosso del Gavello corrisponde ad un alto morfologico, elevato di 2-3 metri rispetto alla pianura circostante e sviluppato in modo continuo da ovest verso est, per una lunghezza di circa 15 km ed una larghezza di una decina di metri. Su di esso sono sorti gli abitati di Quarantoli, Gavello e San Martino Spino; è un elemento che separa le valli mirandolesi e le altre aree vallive della bassa modenese da quelle dell'Oltrepò mantovano. Si tratta di un dosso fluviale, in cui però non è più riconoscibile la morfologia naturale a causa delle modificazioni subite nel corso dei secoli da parte delle attività antropiche, soprattutto l'agricoltura, tendenti a livellare il terreno. Rimane tuttavia ben rilevato nel tratto di Gavello di Mirandola ed è ben evidente sulle foto aeree, contrassegnato da una traccia costituita da terreni più chiari e con una diversa parcellazione rispetto a quelli circostanti.
Circa l'appartenenza fluviale di questo dosso, esistono varie ipotesi sulle quali gli studiosi non sempre concordano. Tentando una brevissima sintesi, si tratterrebbe di un'antica via d'acqua percorsa, in successione, dal Po (in epoca pre-romana), dal Crostolo e poi dal Gabellus (in epoca romana ed alto medievale) e dal Secchia sino al XIV secolo.
Il "Dosso del Gavello" rappresenta un bene geomorfologico, con grado d'interesse regionale, poiché costituisce sia un esempio d'evoluzione geomorfologica sia una testimonianza paleogeografica: infatti, attualmente il fiume Secchia scorre, con una direzione sud-nord, circa 20 km più ad occidente. Questo dosso, similmente a molti altri nella  Pianura Padana, è stato sede di un popolamento antico, come testimoniato dai numerosi siti archeologici, poiché costituiva una zona al sicuro dagli allagamenti, con caratteristiche di maggior permeabilità del suolo (minor umidità) e presenza di falda idrica facilmente raggiungibile con pozzi scavati a mano.